# District de Parvathipuram Manyam
Le district de Parvathipuram Manyam, est un district de l'État indien de l'Andhra Pradesh. Il est créé le 4 avril 2022.
Le siège du district est situé à Parvathipuram.
Lors du recensement de l'Inde de 2011, le district comptait une population de 925 340 habitants.